# Pseudorhaphitoma granilirata
Pseudorhaphitoma granilirata é uma espécie de gastrópode do gênero Pseudorhaphitoma, pertencente a família Mangeliidae.